# J. Mark Rowland
Jon Mark Rowland est un arachnologiste américain.
Il est diplômé de l'Université de Texas Tech, il travaille à l'Université du Nouveau-Mexique.

## Taxons nommés en son honneur
- Cubacanthozomus rowlandi (Dumitresco, 1973)
- Mesoproctus rowlandi Dunlop, 1998
- Protoschizomus rowlandi Cokendolpher & Reddell, 1992
- Rowlandius Reddell & Cokendolpher, 1995

## Quelques Taxons décrits
- Abaliella dicranotarsalis Rowland, 1973
- Abaliella gertschi Rowland, 1973
- Agastoschizomus Rowland, 1971
- Agastoschizomus huitzmolotitlensis Rowland, 1975
- Agastoschizomus lucifer Rowland, 1971
- Antillostenochrus brevipatellatus (Rowland & Reddell, 1979)
- Cubazomus armasi (Rowland & Reddell, 1981)
- Glyptogluteus Rowland, 1973
- Glyptogluteus augustus Rowland, 1973
- Hansenochrus acrocaudatus (Rowland & Reddell, 1979)
- Hansenochrus drakos (Rowland & Reddell, 1979)
- Hansenochrus mumai (Rowland & Reddell, 1979)
- Hansenochrus tobago (Rowland & Reddell, 1979)
- Hansenochrus trinidanus (Rowland & Reddell, 1979)
- Hubbardia briggsi (Rowland, 1972)
- Hubbardia joshuensis (Rowland, 1971)
- Mayazomus infernalis (Rowland, 1975)
- Megaschizominae Rowland, 1973
- Paleokoenenia Rowland & Sissom, 1980
- Paleokoenenia mordax Rowland & Sissom, 1980
- Paraphrynus chacmool (Rowland, 1973)
- Paraphrynus chiztun (Rowland, 1973)
- Protoschizomidae Rowland, 1975
- Protoschizomus Rowland, 1975
- Protoschizomus occidentalis Rowland, 1975
- Protoschizomus pachypalpus (Rowland, 1973)
- Rowlandius biconourus (Rowland & Reddell, 1979)
- Rowlandius cousinensis (Rowland & Reddell, 1979)
- Rowlandius desecheo (Rowland & Reddell, 1979)
- Rowlandius dumitrescoae (Rowland & Reddell, 1979)
- Rowlandius longipalpus (Rowland & Reddell, 1979)
- Rowlandius monensis (Rowland & Reddell, 1979)
- Rowlandius peckorum (Rowland & Reddell, 1979)
- Rowlandius primibiconourus (Rowland & Reddell, 1979)
- Rowlandius viridis (Rowland & Reddell, 1979)
- Sotanostenochrus cookei (Rowland, 1971)
- Sotanostenochrus mitchelli (Rowland, 1971)
- Stenochrus bartolo (Rowland, 1973)
- Stenochrus firstmani (Rowland, 1973)
- Stenochrus goodnightorum (Rowland, 1973)
- Stenochrus lanceolatus (Rowland, 1975)
- Stenochrus lukensi (Rowland, 1973)
- Stenochrus mexicanus (Rowland, 1971)
- Stenochrus moisii (Rowland, 1973)
- Stenochrus orthoplax (Rowland, 1973)
- Stenochrus pallidus (Rowland, 1975)
- Stenochrus pecki (Rowland, 1973)
- Stenochrus reddelli (Rowland, 1971)
- Stenochrus silvino (Rowland & Reddell, 1977)
- Stewartpeckius troglobius (Rowland & Reddell, 1981)
- Surazomus cuenca (Rowland & Reddell, 1979)
- Surazomus pallipatellatus (Rowland & Reddell, 1979)
- Thelyphonus lawrencei Rowland, 1973
- Typopeltinae Rowland & Cooke, 1973